# Liste der National Historic Landmarks in Alabama
Diese Liste der National Historic Landmarks in Alabama führt alle Objekte und Stätten im US-amerikanischen Bundesstaat Alabama auf, die in diesem US-Bundesstaat als National Historic Landmark (NHL) eingestuft sind und unter der Aufsicht des National Park Service stehen. Diese Bauwerke, Objekte und andere Stätten entsprechen bestimmten Kriterien hinsichtlich ihrer nationalen Bedeutung.
Eine Stätte in Alabama wurde ursprünglich als NHL eingestuft, verlor diese Bezeichnung später aber wieder.
In Alabama werden durch den National Park Service vier National Historic Sites verwaltet. Eine davon, die Tuskegee Institute National Historic Site, ist auch als National Historic Landmark ausgewiesen. Die anderen sind der Horseshoe Bend National Military Park, das Russell Cave National Monument und die Tuskegee Airmen National Historic Site.

## Derzeitige NHLs in Alabama
In Alabama gibt es 38 solcher National Historic Landmarks. Diese Liste führt die Objekte nach den amtlichen Bezeichnungen im National Register of Historic Places.
|    | Name der Stätte                                  | Bild | Jahr          | Ort                                           | County                 | Beschreibung |
| -- | ------------------------------------------------ | --- | ------------- | --------------------------------------------- | ---------------------- | --- |
| 1  | Alabama (Schlachtschiff)                         | | 14. Jan. 1986 | Mobile 30° 40′ 48,7″ N, 88° 0′ 56,9″ W        | Mobile                 | Eines von zwei noch existierenden Schiffen der South-Dakota-Klasse aus dem Zweiten Weltkrieg. USS Alabama wurde 1942 in Dienst gestellt und war vierzig Monate auf dem pazifischen Kriegsschauplatz im Einsatz. Das Schiff wurde mit neun Battle Stars ausgezeichnet. |
| 2  | Apalachicola Fort Site                           | | 19. Juli 1964 | Holy Trinity 32° 10′ 16,8″ N, 85° 7′ 48,8″ W  | Russell                | Von den Spaniern 1690 gegründetes Fort am Chattahoochee River, das der Einflussnahme auf die Creek dienen sollte. Als die Spanier das Fort verließen, zerstörten sie es. |
| 3  | Barton Hall                                      | | 7. Nov. 1973  | Cherokee 34° 45′ 2,6″ N, 88° 0′ 12″ W         | Colbert                | Neoklassizistisches Haupthaus einer Plantage. Das Innere des 1840 erbauten Gebäudes beinhaltet ein Treppenhaus, das bis zu einem Beobachtungsposten auf dem Dach hinaufführt, von der aus der Blick über die Plantage reicht. |
| 4  | Bethel Baptist Church, Parsonage und Guard House | | 5. Apr. 2005  | Birmingham 33° 33′ 6,5″ N, 86° 48′ 7,3″ W     | Jefferson              | Kirche, die 1956–1961 ein wichtiger Koordinationsort der amerikanischen Bürgerrechts-Bewegung in Alabama war. |
| 5  | Bottle Creek Site                                | | 19. Apr. 1994 | Stockton 30° 59′ 44″ N, 87° 56′ 15,5″ W       | Baldwin                | Eine archäologische Stätte der indianischen Mississippi-Kultur (1250–1550). Die achtzehn Grabhügel befinden sich auf Mound Island im Flussdelta von Mobile und Tensaw River. Es wird angenommen, dass die Stätte als gesellschaftliches, religiöses und wirtschaftliches Zentrum an der mittleren Golfküste der Vereinigten Staaten diente. |
| 6  | Brown Chapel A.M.E. Church                       | | 12. Dez. 1997 | Selma 32° 24′ 42,7″ N, 87° 0′ 57,8″ W         | Dallas                 | Diese Kirche war 1965 Ausgangspunkt des Marsches von Selma nach Montgomery und spielte daher eine wichtige Rolle bei den blutigen Ereignissen, die schließlich zur Annahme des Voting Rights Act of 1965 im Kongress der Vereinigten Staaten führte. |
| 7  | City Hall und Southern Market                    | | 7. Nov. 1973  | Mobile 30° 41′ 23,9″ N, 88° 2′ 24,4″ W        | Mobile                 | Das alte Rathaus von Mobile aus dem Jahr 1857 ist ein Beispiel für den Trend, der Mitte des 19. Jahrhunderts zum Bau von Gebäuden führte, die mehreren unterschiedlichen zivilen Funktionen dienten. |
| 8  | Henry D. Clayton House                           | | 8. Dez. 1976  | Clayton 31° 51′ 56,2″ N, 85° 27′ 8,5″ W       | Barbour                | In diesem Haus wohnte Henry De Lamar Clayton, Jr., der Autor des Clayton Antitrust Act, mit dem bestimmte Wirtschaftspraktiken untersagt wurden, die nicht einem fairen Wettbewerb entsprachen. Clayton wurde 1914 zum Bezirksbundesrichter ernannt und trat für eine Reform des Justizwesens ein. |
| 9  | J.L.M. Curry House                               | | 21. Dez. 1965 | Talladega 33° 27′ 21″ N, 86° 2′ 40″ W         | Talladega              | Haus des Lehrers Jabez Lamar Monroe Curry, der eine wesentliche Rolle beim Ausbau und der Verbesserung des Systems der öffentlichen Schulen und der Weiterbildung von Lehrern in den Südstaaten spielte. |
| 10 | Dexter Avenue Baptist Church                     | | 30. Mai 1974  | Montgomery 32° 22′ 38,9″ N, 86° 18′ 11,3″ W   | Montgomery             | Kirche von Martin Luther King, der hier 1954–1960 Pastor war. Die von King geführte Montgomery Improvement Association hatte in der Kirche ihr Hauptquartier und organisierte von hier aus 1955 den Montgomery Bus Boycott. |
| 11 | USS Drum (U-Boot)                                | | 14. Jan. 1986 | Mobile 30° 40′ 43,8″ N, 88° 0′ 59,9″ W        | Mobile                 | Das 1941 vom Stapel gelaufenen U-Boot war das erste fertiggestellte U-Boot Gato-Klasse vor dem Eintritt der Vereinigten Staaten in den Zweiten Weltkrieg und entsprach dem Standard der amerikanischen U-Boote zu Beginn des Krieges. USS Drum versenkte fünfzehn japanische Schiffe und wurde mit zwölf Battle Stars ausgezeichnet. |
| 12 | Episcopal Church of the Nativity                 | | 21. Juni 1990 | Huntsville 34° 43′ 48,7″ N, 86° 35′ 2,6″ W    | Madison                | Diese neugotische Kirche wurde 1859 gebaut. Sie wird vom National Park Service als eines der makellosen Beispiele gotischer sakraler Baukunst im Süden der Vereinigten Staaten bezeichnet. Bei dem Bauwerk handelt es sich um eines der am wenigsten veränderten Werke von Frank Wills. |
| 13 | First Confederate Capitol                        | Alabama State Capitol in Montgomery | 19. Dez. 1960 | Montgomery 32° 22′ 32,7″ N, 86° 18′ 3,4″ W    | Mont- gomery           | In diesem Gebäude trafen sich vom 4. Februar 1861 an die Delegierten von sechs abtrünnigen Bundesstaaten, um über die Verfassung der Konföderierten Staaten von Amerika zu beraten. Diese wurde am 8. Februar 1861 angenommen. Jefferson Davis wurde an der Westseite des Bauwerks am 18. Februar als Präsident in sein Amt eingeführt. Der Kongress der Konföderierten Staaten von Amerika trat hier bis zum 22. Mai 1861 zusammen. Dann wurde die Hauptstadt nach Richmond, Virginia verlegt.           |
| 14 | Fort Mitchell Site                               | | 21. Juni 1990 | Fort Mitchell 32° 21′ 7″ N, 85° 1′ 18″ W      | Russell                | Fort Mitchell wurde im 19. Jahrhundert erbaut. Fort Mitchell repräsentiert drei Phasen der Begegnung mit den Indianern Nordamerikas. In der ersten Phase wurden aufgrund der kriegerischen Aspekte der Manifest Destiny im Creek-Krieg die Muskogee besiegt und zur Zession von Land gezwungen; in der zweiten Phase kam es zum Handel mit den Indianern unter Aufsicht des Bureau of Indian Affairs; die dritte Phase betrifft die Versuche der Regierung, Vertragsverpflichtungen einzuhalten.          |
| 15 | Fort Morgan                                      | | 19. Dez. 1960 | Gasque 30° 13′ 41″ N, 88° 1′ 23″ W            | Baldwin                | Fort Morgan wurde 1834 am Golf von Mexiko erbaut und wurde von der Armee der Konföderierten Staaten von Amerika während der Schlacht in der Mobile Bay genutzt. Als Folge der Schlacht besetzten die Einheiten von Unions-Navy-Admiral David Farragut die Mobile Bay und versperrten den Zugang zum Hafen von Mobile für Schiffe der Konföderierten. |
| 16 | Fort Toulouse Site                               | | 9. Okt. 1960  | Wetumpka 32° 30′ 23,8″ N, 86° 15′ 5,6″ W      | Elmore                 | Fort Toulouse wurde 1717 am Zusammenfluss von Coosa River und Tallapoosa River errichtet und 1763 nach der Unterzeichnung des Pariser Friedens aufgegeben. Fort Toulouse war der östlichste Außenposten des kolonialen Louisiana. Andrew Jackson gründete hier 1814 nach seinem Sieg über die Muskogee bei der Schlacht am Horseshoe Bend ein neues Fort. |
| 17 | Foster Auditorium                                | Foto des Foster Auditoriums der University of Alabama                                                                                        | 5. Apr. 2005  | Tuscaloosa 33° 12′ 28″ N, 87° 32′ 38″ W       | Tuscaloosa             | Soldaten der Alabama National Guarde, U.S. Marshals und U.S. Attorney General Nicholas Katzenbach geleiteten hier Vivian Malone an Gouverneur George Wallace vorbei zur Universität, als dieser beim „Stand in the Schoolhouse Door“ versuchte, Malone am Besuch der Universität zu hindern. Dieses Ereignis gilt als erster Schritt zur Desegregation an der University of Alabama und als wichtiges Ereignis in der Geschichte der Bürgerrechtsbewegung.                                                |
| 18 | Gaineswood                                       | Foto des Gaineswood-Hauses | 7. Nov. 1973  | Demopolis 32° 30′ 31,4″ N, 87° 50′ 6,9″ W     | Marengo                | Diese neoklassizistische Villa wurde im 19. Jahrhundert gebaut und wurde wegen ihrer ungewöhnlichen Bauweise als National Historic Landmark ausgewiesen. Die Villa entstand im Verlauf von achtzehn Jahren und wurde durch den Pflanzer und Amateurarchitekten Nathan Bryan Whitfield entworfen. Es ist eines der wenigen Bauwerke dieses Stils in den Vereinigten Staaten, das dorische, ionische und korinthische Säulenelemente vereint.                                                               |
| 19 | Government Street Presbyterian Church            | Government Street Presbyterian Church im Jahr 2007                                                                                           | 5. Okt. 1992  | Mobile 30° 41′ 21″ N, 88° 2′ 38,9″ W          | Mobile                 | Diese Kirche wurde 1836 gebaut und ist eines der ältesten und am wenigsten veränderten Kirchengebäude im neoklassizistischen Stil in den Vereinigten Staaten. Es wurde von James Gallier, James Dakin und Charles Dakin entworfen. |
| 20 | Ivy Green                                        | | 31. März 1992 | Tuscumbia 34° 44′ 22″ N, 87° 42′ 24″ W        | Colbert                | Dies ist das Geburtshaus der an Taubblindheit leidenden Helen Keller, die mit Hilfe ihrer Lehrerin und ständigen Begleiterin Anne Sullivan zu kommunizieren lernte. |
| 21 | Kenworthy Hall                                   | Kenworthy Hall 1997 | 18. Aug. 2004 | Marion 32° 38′ 6,5″ N, 87° 21′ 8″ W           | Perry                  | Dieses Herrenhaus wurde 1860 gebaut und ist eines der am besten erhaltenen Beispiele asymmetrischer, italienisch anmutender Architektur von Richard Upjohn. Es ist die einzige noch bestehende Villa in diesem Stil, die speziell für das Klima der Südstaaten und den Lebensstil auf einer Plantage entworfen wurde. |
| 22 | Montgomery (snagboat)                            | | 30. Juni 1989 | Pickensville 33° 13′ 25,5″ N, 88° 15′ 35,6″ W | Pickens                | Der 1925 gebaute Schaufelraddampfer ist einer letzten Heckraddampfer in den Vereinigten Staaten und nur einer von zwei solchen Schiffen des United States Army Corps of Engineers. Das Schiff spielte eine wichtige Rolle beim Bau des Alabama–Tombigbee–Tennessee River Project. |
| 23 | Edmund Pettus Bridge                             | | 11. März 1913 | Selma 32° 24′ 20″ N, 87° 1′ 7″ W              | Dallas County          | Am 7. März 1965 wurden Aktivisten der Bürgerrechtsbewegung von Beamten der Strafverfolgungsbehörden attackiert, als sie die Brücke überquerten. Die Aktion wurde als „Bloody Sunday“ (Blutiger Sonntag) bekannt und führt mit zur Einbringung und Verabschiedung des Voting Rights Act of 1965, der als effektivste Stärkung von Bürgerrechten gilt, die der Kongress der Vereinigten Staaten je verabschiedet hat.                                                                                       |
| 24 | Montgomery Union Station and Trainshed           | | 8. Dez. 1976  | Montgomery 32° 22′ 43,3″ N, 86° 18′ 52,3″ W   | Mont- gomery           | Dieses Gebäude wurde 1898 gebaut. Beispiel für kommerzielle Architektur des ausgehenden 19. Jahrhunderts. Der Bahnhof diente als Schlüsselpunkt des Verkehrs nach Montgomery. Die Bahnhofshalle ist signifikant, weil sie die Adaptierung der Techniken des Brückenbaus auf Schutzdachkonstruktionen zeigt, einen wichtigen Schritt in der Geschichte des Ingenieurwesens in den Vereinigten Staaten. |
| 25 | Moundville Site                                  | | 19. Juli 1964 | Moundville 32° 6′ 0″ N, 85° 6′ 0″ W           | Hale                   | Moundville wurde bereits im 10. Jahrhundert besiedelt und repräsentiert eine wichtige Periode der Mississippi-Kultur in den Südstaaten. Es spielte hierbei eine Rolle für die südwärts gerichtete Ausbreitung dieser Kultur in Richtung Golfküste. |
| 26 | Neutral Buoyancy Space Simulator                 | | 3. Okt. 1985  | Huntsville 34° 39′ 7,2″ N, 86° 40′ 41,1″ W    | Madison                | Die Unterwasser-Anlage wurde 1955 gebaut, um eine Null-Gravitation (simulierte Schwerelosigkeit) zu erzeugen, in der Ingenieure, Entwickler und Astronauten erste Erfahrungen sammeln konnten, welche Schwierigkeiten bei der Arbeit in der Schwerelosigkeit im Weltraum auftreten könnten. Die Anlage trug damit wesentlich zum Raumfahrtprogramm der Vereinigten Staaten bei, insbesondere zum Gemini-Projekt, dem Apollo-Programm, zu Skylab und bei der Vorbereitung der Flüge mit dem Space Shuttle. |
| 27 | Propulsion and Structural Test Facility          | | 3. Okt. 1985  | Huntsville 34° 37′ 25,1″ N, 86° 39′ 30,8″ W   | Madison                | Diese Gebäude wurde 1957 durch die United States Army gebaut. |
| 28 | Redstone Test Stand                              | | 3. Okt. 1985  | Huntsville 34° 37′ 51,1″ N, 86° 39′ 59,7″ W   | Madison                | Diese Raketen-Struktur-Testanlage für Redstone-Raketen wurde 1953 gebaut. |
| 29 | St. Andrew’s Episcopal Church                    | | 7. Nov. 1973  | Prairieville 32° 30′ 32,8″ N, 87° 42′ 5″ W    | Hale                   | Diese Kirche wurde 1853 gebaut. Die kleine im Stil der Carpenter Gothic gebaute Kirche hat Strebewerke aus Holz und zeigt Einflüsse des im 19. Jahrhundert führenden Architekten Richard Upjohn. Sie gilt als ein herausragendes Beispiel im Südosten der Vereinigten Staaten der Bewegung des Picturesque im amerikanischen Kirchenbau. |
| 30 | Saturn V Dynamic Test Stand                      | | 3. Okt. 1985  | Huntsville 34° 37′ 44,6″ N, 86° 39′ 40,1″ W   | Madison                | Diese Raketen-Struktur-Testanlage für die Saturn V wurde 1964 gebaut. |
| 31 | Saturn V Launch Vehicle                          | | 10. Feb. 1987 | Huntsville 34° 42′ 29,6″ N, 86° 39′ 20,9″ W   | Madison                | Dieser Raketen-Prototyp einer Saturn V wurde durch vom Marshall Space Flight Center unter der Anleitung von Wernher von Braun geschaffen und diente als Testobjekt für die Einrichtungen im Marshall Space Flight Center für das Saturn-V-Programm. |
| 32 | Sixteenth Street Baptist Church                  | Foto der Sixteenth Street Baptist Church | 20. Feb. 2006 | Birmingham 33° 30′ 59,7″ N, 86° 48′ 53,3″ W   | Jefferson              | Diese Kirche war ein Treffpunkt der Bürgerrechtsbewegung, auf den am 16. September 1963 der Ku-Klux-Klan einen Bombenanschlag verübte. Dabei wurden vier Mädchen getötet und zweiundzwanzig weitere Personen verletzt. |
| 33 | Sloss Blast Furnaces                             | Foto vom Sloss Hochofen (Schornsteine und ein Wasserturm als „Sloss“ benannt). Im Vordergrund ist ein Zeichen über den Status des Hochofens. | 29. Mai 1981  | Birmingham 33° 31′ 14,4″ N, 86° 47′ 28,7″ W   | Jefferson              | Dieser Hochofen wurde 1881–1882 für Eisenwerke gebaut. Er ist der älteste im Bundesstaat Alabama. |
| 34 | Swayne Hall, Talladega College                   | | 2. Dez. 1974  | Talladega 33° 25′ 39,7″ N, 86° 7′ 3,2″ W      | Talladega              | [ 40 ] |
| 35 | Tuskegee Institute                               | Geschichtslektion am Tuskegee Institute | 23. Juni 1965 | Tuskegee 32° 25′ 49″ N, 85° 42′ 28″ W         | Macon                  | Das Tuskegee Institute ist sowohl ein National Historic Landmark als auch eine National Historic Site. |
| 36 | Wilson Dam                                       | | 13. Nov. 1966 | Florence 34° 48′ 3″ N, 87° 37′ 33″ W          | Colbert und Lauderdale | Der Wilson-Staudamm am Tennessee River wurde von 1918 bis 1925 durch das Army Corps of Engineers gebaut und später der Verwaltung durch die Tennessee Valley Authority (TVA) unterstellt. Es ist deren ältester Staudamm zur Stromerzeugung |
| 37 | Yuchi Town Site                                  | | 19. Juni 1996 | Fort Benning 32° 18′ 0″ N, 84° 59′ 0″ W       | Russell                | Eine archäologische Stätte aus dem 17. Jahrhundert der Apalachicola- und Yuchi-Indianer. |

## Ehemalige National Historic Landmark
|   | Landmarke Name                    | Bild | Datum                 | Ort                                         | County     | Beschreibung |
| - | --------------------------------- | ---- | --------------------- | ------------------------------------------- | ---------- | --- |
| A | William Lowndes Yancey Law Office |      | 1973, aufgehoben 1986 | Montgomery 32° 22′ 30,3″ N, 86° 18′ 26,5″ W | Montgomery | Kanzlei des Rechtsanwalts William Lowndes Yancey. Er praktizierte von 1846 bis 1863 in diesem Haus. Aufgrund mehrerer Renovierungen in den 1970er und 1980er Jahren verlor das Gebäude viel von seiner historischen Integrität und wurde deswegen aus der Liste der National Historic Landmarks gestrichen. Es verblieb allerdings im National Register of Historic Places. |

- Liste der Registered Historic Places in Alabama